# Dolmen de la Font de l'Orri
El Dolmen de la Font de l'Orri és un monument megalític del terme comunal d'Eus, dins de l'antic terme de Coma, a la comarca del Conflent, de la Catalunya del Nord.
És a prop a migdia de les restes d'un cortal situat al nord-nord-est de les restes del poble de Coma, 390 metres al sud-est de la carretera D - 619, al fons de la petita vall d'un torrent de muntanya on convergeixen diverses pistes rurals, als peus, sud-est, de l'Estanyol.
Es tracta d'un dolmen de possible galeria catalana considerat com a vertader d'entre els esmentats per Abélanet. Està bastant desfet.